# Trăiască Regele
Trăiască Regele ("Larga vida al Rey") fue el himno nacional del Principado de Rumanía y más tarde del Reino de Rumania entre 1866 y 1947. La música fue compuesta por Eduard Hübusch, un capitán de la armada que más tarde llegó a ser jefe del departamento de música del Ministerio de Guerra. La letra fue escrita por el poeta rumano Vasile Alecsandri en 1881, cuando Rumanía se convirtió en reino.

## Letra
Trăiască Regele
În pace şi onor
De ţară iubitor
Şi-apărător de ţară.
Fie Domn glorios
Fie peste noi,
Fie-n veci norocos
În război.
O! Doamne Sfinte,
Ceresc părinte,
Susţine cu a Ta mână
Coroana Română!
Trăiască Patria
Cât soarele ceresc,
Rai vesel pământesc
Cu mare, falnic nume.
Fie-n veci el ferit
De nevoi,
Fie-n veci locuit
De eroi.
O! Doamne Sfinte,
Ceresc Părinte,
Întinde a Ta mână
Pe Ţara Română!
- El contenido de este artículo incorpora material de una entrada de la Enciclopedia Libre Universal, publicada en español bajo la licencia Creative Commons Compartir-Igual 3.0.

- Datos: Q1354532
- Multimedia: Imnul Regal / Q1354532